# Landtagswahlkreis Bad Dürrenberg-Saalekreis
Der Landtagswahlkreis Bad Dürrenberg-Saalekreis (Wahlkreis 34; bis 2011: Bad Dürrenberg-Saalkreis) ist ein Landtagswahlkreis in Sachsen-Anhalt. Er umfasste zur Landtagswahl in Sachsen-Anhalt 2021 vom Saalekreis die Einheitsgemeinden Bad Dürrenberg, Kabelsketal, Landsberg und Schkopau sowie Teile der Stadt Leuna und der Gemeinde Petersberg. Von der Stadt Leuna waren dies die Ortsteile Friedensdorf, Günthersdorf, Horburg-Maßlau, Kötschlitz, Kötzschau, Kreypau, Rodden, Spergau, Zöschen und Zweimen. Von der Gemeinde Petersberg war dies der Ortsteil Brachstedt.
Der Wahlkreis wird in der achten Legislaturperiode des Landtages von Sachsen-Anhalt von Frank Bommersbach vertreten, der das Direktmandat bei der Landtagswahl am 6. Juni 2021 mit 34,7 % der Erststimmen gewann und den Wahlkreis bereits von 2006 bis 2016 vertrat. Von 2016 bis 2021 vertrat Hans-Thomas Tillschneider den Wahlkreis.

## Wahl 2021
Im Vergleich zur Landtagswahl 2016 wurde der Zuschnitt des Wahlkreises nicht verändert. Auch Name und Nummer des Wahlkreises wurden nicht geändert.
Es traten sieben Direktkandidaten an. Von den Direktkandidaten der vorhergehenden Wahl trat nur Frank Bommersbach erneut im Wahlkreis Bad Dürrenberg-Saalekreis an. Hans-Thomas Tillschneider kandidiert zur Wahl 2021 im Landtagswahlkreis Querfurt, Andreas Silbersack im Landtagswahlkreis Halle III. Frank Bommersbach gewann das Direktmandat mit 34,7 % der Erststimmen.
|                               |                      | Erst- stimmen | Erst- stimmen | Zweit- stimmen | Zweit- stimmen |
| Bewerber                      | Partei               | Anzahl        | %             | Anzahl         | %              |
| ----------------------------- | -------------------- | ------------- | ------------- | -------------- | -------------- |
| Wahlberechtigte               | Wahlberechtigte      | 45.464        | 100,0         | 45.464         | 100,0          |
| Wähler                        | Wähler               | 29.035        | 63,9          | 29.035         | 63,9           |
| Ungültige Stimmen             | Ungültige Stimmen    | 483           | 1,7           | 427            | 1,5            |
| Gültige Stimmen               | Gültige Stimmen      | 28.552        | 98,3          | 28.608         | 98,5           |
| davon                         |                      |               |               |                |                |
| Frank Hartmut Uwe Bommersbach | CDU                  | 9.903         | 34,7          | 10.914         | 38,2           |
| Stefan Wust                   | AfD                  | 7.045         | 24,7          | 6.527          | 22,8           |
| Timon Kniewel                 | DIE LINKE            | 2.693         | 9,4           | 2.570          | 9,0            |
| Lutz Däumler                  | SPD                  | 2.493         | 8,7           | 2.044          | 7,1            |
| Martina Hoffmann              | GRÜNE                | 1.361         | 4,8           | 1.295          | 4,5            |
| Alexander Doll                | FDP                  | 2.705         | 9,5           | 2.192          | 7,7            |
| Georg Scheuerle               | FREIE WÄHLER         | 2.352         | 8,2           | 945            | 3,3            |
| –                             | NPD                  | –             | –             | 99             | 0,3            |
| –                             | Tierschutzpartei     | –             | –             | 409            | 1,4            |
| –                             | Tierschutzallianz    | –             | –             | 118            | 0,4            |
| –                             | LKR                  | –             | –             | 16             | 0,1            |
| –                             | Die PARTEI           | –             | –             | 171            | 0,6            |
| –                             | Gartenpartei         | –             | –             | 182            | 0,6            |
| –                             | FBM                  | –             | –             | 25             | 0,1            |
| –                             | TIERSCHUTZ hier!     | –             | –             | 198            | 0,7            |
| –                             | dieBasis             | –             | –             | 531            | 1,9            |
| –                             | Klimaliste ST        | –             | –             | 11             | 0,0            |
| –                             | ÖDP                  | –             | –             | 22             | 0,1            |
| –                             | Die Humanisten       | –             | –             | 36             | 0,1            |
| –                             | Gesundheitsforschung | –             | –             | 144            | 0,5            |
| –                             | PIRATEN              | –             | –             | 101            | 0,4            |
| –                             | WiR2020              | –             | –             | 58             | 0,2            |

## Wahl 2016
Bei der Landtagswahl in Sachsen-Anhalt 2016 waren 46.298 Einwohner wahlberechtigt; die Wahlbeteiligung lag bei 64,0 %. Hans-Thomas Tillschneider gewann das Direktmandat für die AfD.
| Bewerber                  | Partei            | Erststimmen in % | Zweitstimmen in % |
| ------------------------- | ----------------- | ---------------- | ----------------- |
| Frank Bommersbach         | CDU               | 28,9             | 29,0              |
| Patrick Wanzek            | SPD               | 12,9             | 9,5               |
| Pia Schillinger           | LINKE             | 16,0             | 15,1              |
| Miriam Matz               | GRÜNE             | 3,6              | 3,9               |
| Hans-Thomas Tillschneider | AFD               | 30,9             | 27,5              |
| Andreas Silbersack        | FDP               | 7,7              | 6,2               |
| —                         | Freie Wähler      | —                | 1,8               |
| —                         | NPD               | —                | 2,1               |
| —                         | Die PARTEI        | —                | 0,4               |
| —                         | Tierschutzpartei  | —                | 1,7               |
| —                         | Tierschutzallianz | —                | 1,2               |
| —                         | Die Rechte        | —                | 0,2               |
| —                         | FBM               | —                | 0,4               |
| —                         | MG                | —                | 0,2               |
| —                         | ALFA              | —                | 0,9               |

## Wahl 2011
Bei der Landtagswahl 2011 waren 48.451 Einwohner wahlberechtigt, die Wahlbeteiligung lag bei 51,3 %. Frank Bommersbach gewann das Direktmandat für die CDU.
| Name              | Partei           | Anteil der Erststimmen | Anteil der Zweitstimmen |
| ----------------- | ---------------- | ---------------------- | ----------------------- |
| Frank Bommersbach | CDU              | 37,2 %                 | 34,4 %                  |
| Christian Kupski  | LINKE            | 24,8 %                 | 22,1 %                  |
| Patrick Wanzek    | SPD              | 18,7 %                 | 19,2 %                  |
| Frank Stolzenberg | Freie Wähler     | 9,1 %                  | 4,4 %                   |
| Andreas Rattunde  | GRÜNE            | 6,0 %                  | 6,2 %                   |
| Heinz-Uwe Borgass | FDP              | 4,2 %                  | 5,0 %                   |
| –                 | NPD              | –                      | 4,5 %                   |
| –                 | Tierschutzpartei | –                      | 1,6 %                   |
| –                 | Piraten          | –                      | 1,5 %                   |
| –                 | SPV              | –                      | 0,6 %                   |
| –                 | MLPD             | –                      | 0,2 %                   |
| –                 | KPD              | –                      | 0,1 %                   |
| –                 | ödp              | –                      | 0,1 %                   |

## Wahl 2006
Bei der Landtagswahl in Sachsen-Anhalt 2006 traten folgende Kandidaten an:
| Name                             | Partei          | Anteil der Erststimmen |
| -------------------------------- | --------------- | ---------------------- |
| Frank Bommersbach                | CDU             | 38,5 %                 |
| László Müller                    | Die Linke       | 22,7 %                 |
| Lutz Lehmann                     | SPD             | 21,3 %                 |
| Siegfried Gold                   | FDP             | 8,2 %                  |
| Andreas Rattfude                 | GRÜNE           | 4,1 %                  |
| Thomas Heilmann                  | MLPD            | 3,8 %                  |
| Heiko Portius                    | Off D-STATT-DSU | 1,3 %                  |
| Wahlberechtigte: 49914 Einwohner |                 |                        |
| Wahlbeteiligung: 44,4 %          |                 |                        |

## Geschichte
Der Wahlkreis Bad Dürrenberg-Saalkreis wurde zur Landtagswahl 2002 neu errichtet. Er umfasste Teile vom Landkreis Merseburg-Querfurt und vom Saalkreis. Zur Landtagswahl 2011 wurde der Wahlkreis umbenannt, nachdem der alte Saalkreis, genauso wie Merseburg-Querfurt, in den neuen Saalekreis überging.
Direkt gewählte Abgeordnete des Wahlkreises Bad Dürrenberg-Saalkreis bzw. Bad Dürrenberg-Saalekreis waren:
| Jahr | Name              | Partei | Anteil der Erststimmen |
| ---- | ----------------- | ------ | ---------------------- |
| 2011 | Frank Bommersbach | CDU    | 37,2 %                 |
| 2006 | Frank Bommersbach | CDU    | 38,5 %                 |
| 2002 | Torsten Koch      | CDU    | 40,5 %                 |